# Vigantice
Vigantice är en ort i Tjeckien.   Den ligger i regionen Zlín, i den östra delen av landet, 280 km öster om huvudstaden Prag. Vigantice ligger 411 meter över havet och antalet invånare är 888.
Terrängen runt Vigantice är huvudsakligen kuperad. Vigantice ligger nere i en dal. Runt Vigantice är det ganska glesbefolkat, med 50 invånare per kvadratkilometer. Närmaste större samhälle är Rožnov pod Radhoštěm, 3,4 km nordväst om Vigantice. I omgivningarna runt Vigantice växer i huvudsak blandskog.